# فروپاشی امپراتوری عثمانی

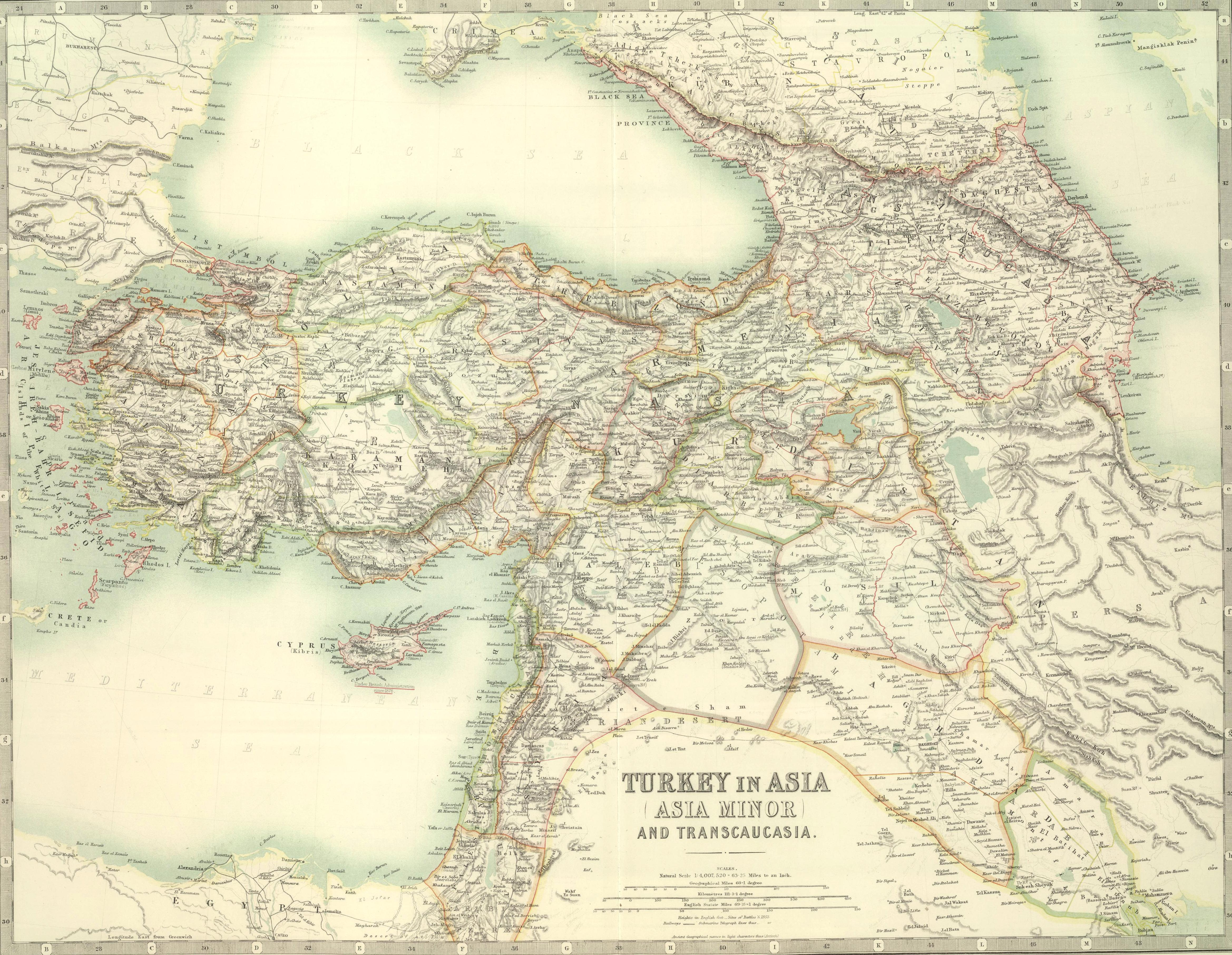
ترکیه در آسیای صغیر و ماوراء قفقاز، اطلس عمومی کیت جانستون

فروپاشی امپراتوری عثمانی (۱۹۰۸–۱۹۲۲) با دوره مشروطهٔ دوم و انقلاب ترکان جوان آغاز شد.
این رخدادها، قانون اساسی عثمانی ۱۸۷۶ را پس از ویرایش‌هایی بازگرداند و سیاست چند حزبی را با یک نظام انتخاباتی دومرحله‌ای (قانون انتخابات) تحت پارلمانِ عثمانی پدید آورد.
قانون اساسی با آزادسازی شهروندان امپراتوری، امید به نوسازی نهادهای دولت و حل‌وفصل تنش‌های میان جامعه می‌داد.
در برابر ، این دوره (۱۹۰۸–۱۹۲۲) به داستان گرگ و میش امپراتوری تبدیل شد. با وجود اصلاحات نظامی عثمانی ، ارتش عثمانی با شکست فاجعه‌باری در جنگ عثمانی و ایتالیا (۱۹۱۱-۱۹۱۲) و جنگ‌های بالکان روبرو شد که به بیرون رانده شدن‌شان از شمال آفریقا و اروپا انجامید.
ناآرامی‌های پیوسته‌ای که به جنگ جهانی اول منتهی شد برخاسته از «ضد کودتای عثمانی در سال ۱۹۰۹» بود که مقدم بر «رخداد ۳۱ مارس» و «کودتای ۱۹۱۲» و «کودتای ۱۹۱۳» روی داد.
شرکت عثمانی در جنگ جهانی اول در جبههٔ خاورمیانه با تقسیم سرزمین‌های باقی‌مانده از امپراتوری عثمانی بر پایهٔ معاهده سور پایان یافت.
این پیمان ، همان‌گونه که در کنفرانس لندن طراحی شد ، اسما سرزمین‌هایی را به عثمانی اختصاص داد و به آنها اجازه داد عنوان خلافت عثمانی را بدست آورند (همانند واتیکان ، یک دولت مقدس سلطنتی زیر چیرگی پاپ کاتولیک) و آنها را تا اندازه‌ای ضعیف کرد که دیگر تهدید شمرده نشوند و فقط تاحدی قدرت داشته باشند که بریتانیا را در برابر جنبش خلافت نگاهبانی کنند.
اشغال ۱۹۱۸ استانبول از سوی متفقین همراه با اشغال ۱۹۱۹ تا ۱۹۲۲ اسمیرنا (ازمیر) از سوی یونان، جنبش ملی ترکیه را تحریک کرد که در نهایت در جنگ استقلال ترکیه پیروز شد.
لغو رسمی پادشاهی عثمانی از سوی مجلس ملی کبیر ترکیه در تاریخ ۱ نوامبر ۱۹۲۲ انجام شد.
سلطان در سرزمین‌هایی که سلسله عثمانی از سال ۱۲۹۹ بر آنها سلطنت می‌کرد، عنصر نامطلوب اعلام شد.